# Biserica Albă, Banatul de Sud

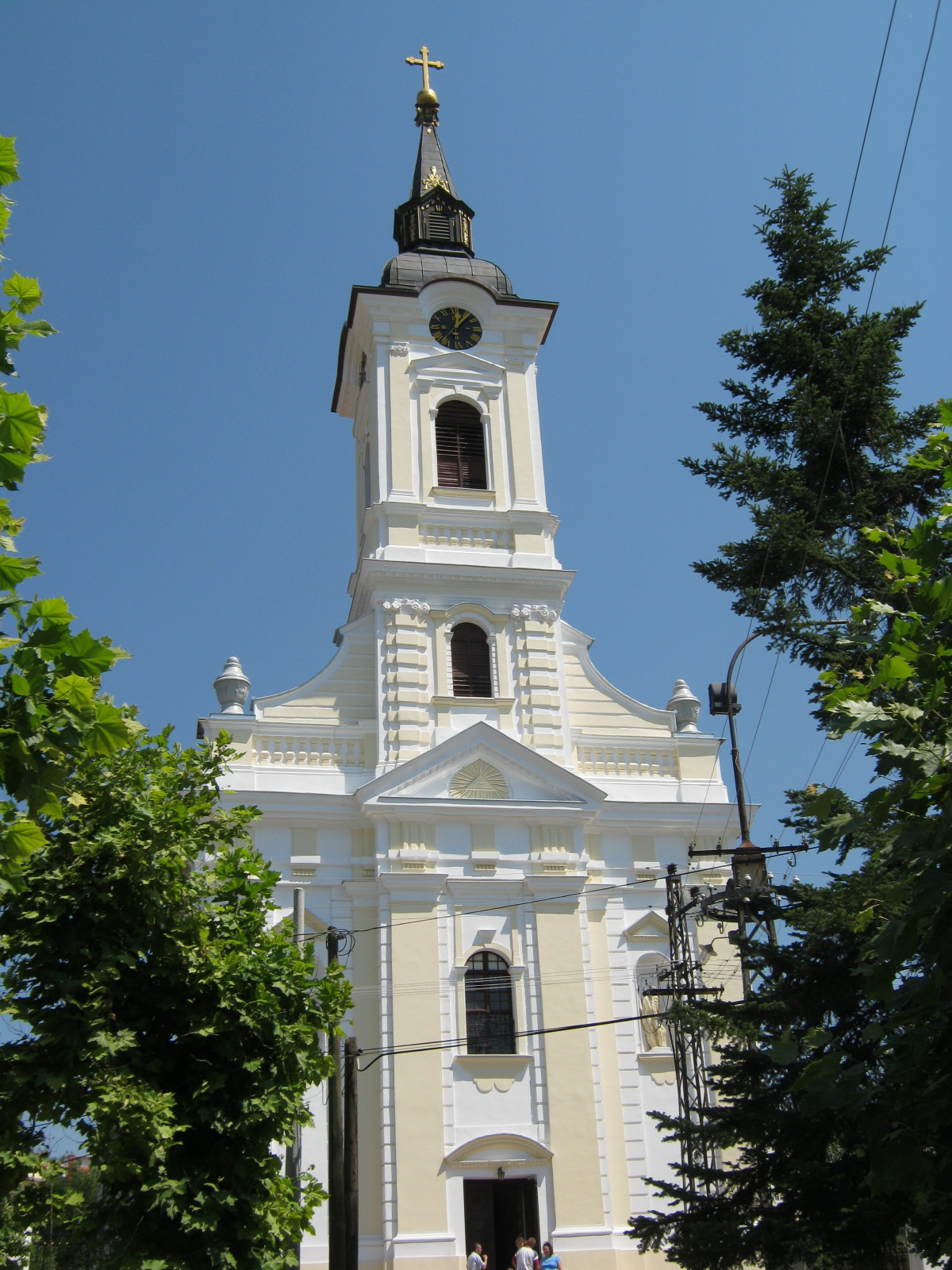
Biserica catolică „Sf. Ana”

Biserica Albă (în sârbă Bela Crkva, cu alfabetul chirilic: Бела Црква, în maghiară Fehértemplom, în germană Weißkirchen) este o localitate în districtul Banatul de Sud din Voivodina (Serbia). Are o populație de 20.275 locuitori. Dintre aceștia 1.101 sunt de etnie română (5,43%). 

## Legături externe

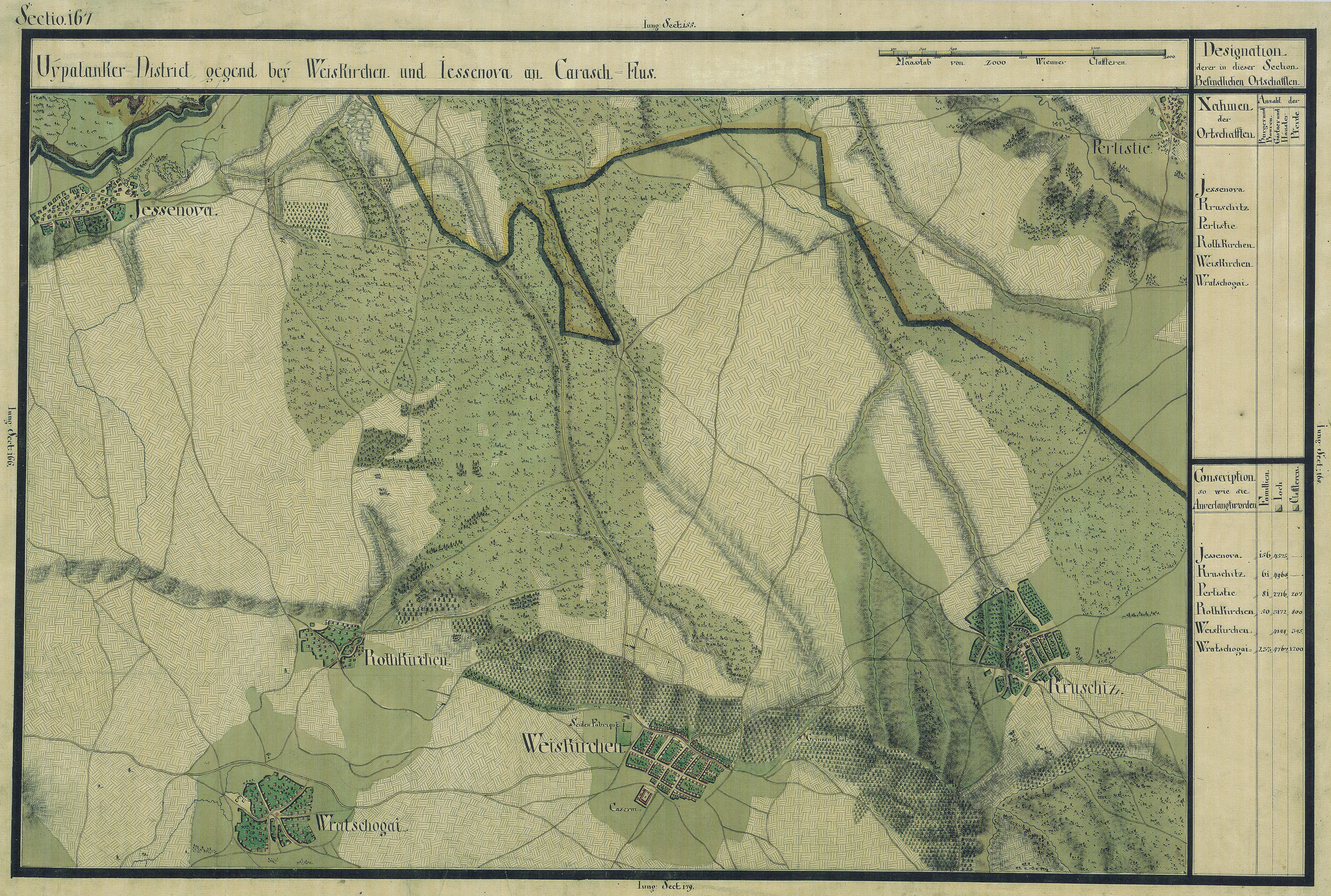
Biserica Albă în Harta Iosefină a Banatului, 1769-1772